# 132824 Galamb
132824 Galamb è un asteroide della fascia principale. Scoperto nel 2002, presenta un'orbita caratterizzata da un semiasse maggiore pari a 2,8900396 UA e da un'eccentricità di 0,0818414, inclinata di 3,14217° rispetto all'eclittica.